# ریچارد گراهام (بازیکن فوتبال، زاده۱۹۷۴)
ریچارد گراهام (انگلیسی: Richard Graham؛ زادهٔ ۲۸ نوامبر ۱۹۷۴) بازیکن فوتبال اهل بریتانیا است.
از باشگاه‌هایی که در آن بازی کرده‌است می‌توان به باشگاه فوتبال اولدهام اتلتیک اشاره کرد.